# Chrysohoughia chlorescens
Chrysohoughia chlorescens är en tvåvingeart som beskrevs av Townsend 1935. Chrysohoughia chlorescens ingår i släktet Chrysohoughia och familjen parasitflugor. Inga underarter finns listade i Catalogue of Life.